# Kisszállás
Kisszállás är en ort i Ungern.   Den ligger i provinsen Bács-Kiskun, i den centrala delen av landet, 140 km söder om huvudstaden Budapest. Kisszállás ligger 130 meter över havet och antalet invånare är 2 846.
Terrängen runt Kisszállás är mycket platt. Runt Kisszállás är det ganska tätbefolkat, med 56 invånare per kvadratkilometer. Närmaste större samhälle är Kiskunhalas, 17,1 km norr om Kisszállás. Trakten runt Kisszállás består till största delen av jordbruksmark.